# Caledasthena montana
Caledasthena montana là một loài bướm đêm trong họ Geometridae.